# Dreifaltigkeitskirchhof II

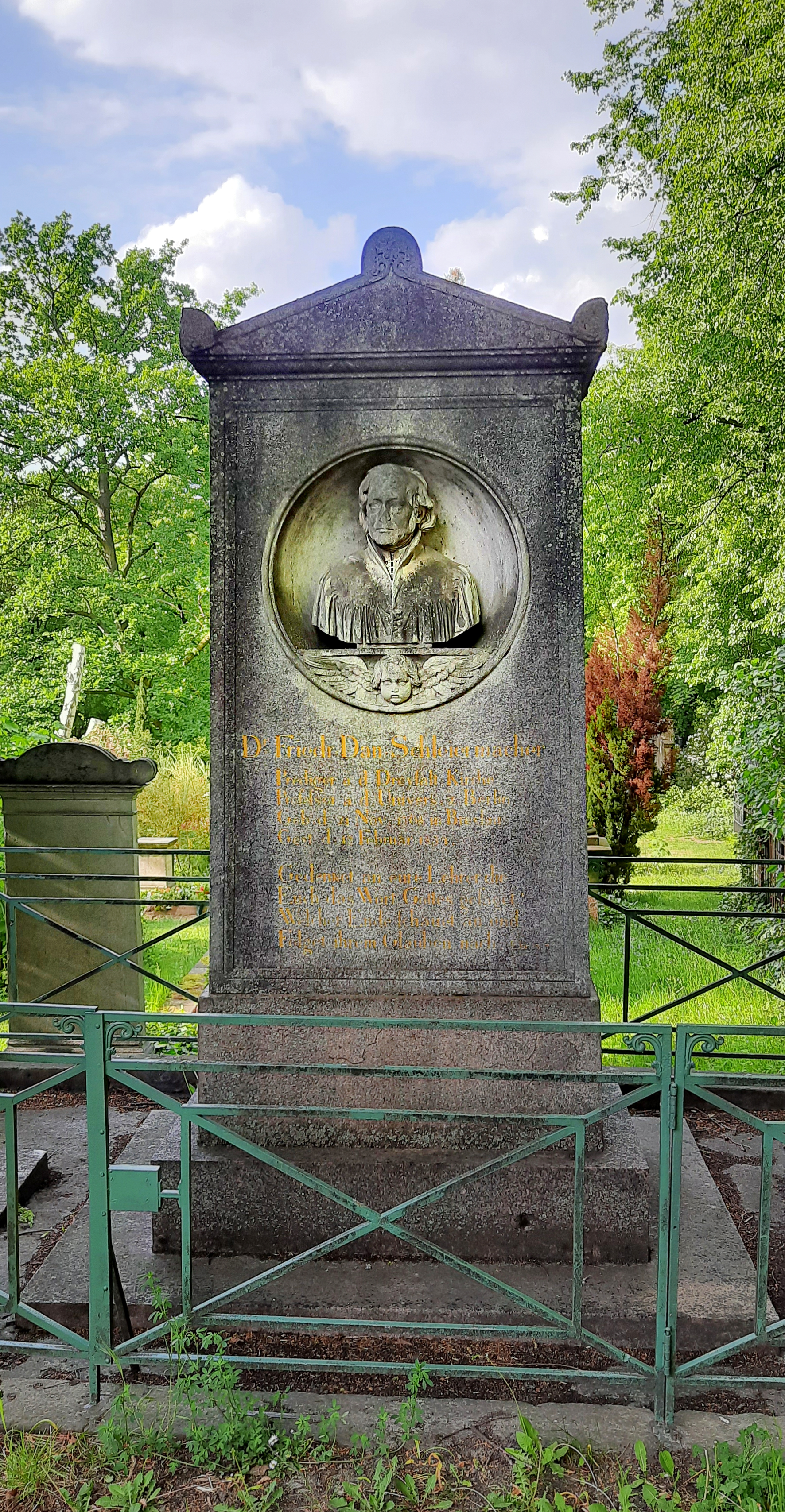
Grab Friedrich Schleiermacher

Der Dreifaltigkeitskirchhof II (nicht zu verwechseln mit dem Dreifaltigkeitskirchhof I vor dem Halleschen Tor) liegt in Berlin-Kreuzberg und ist einer der vier evangelischen Friedhöfe an der Bergmannstraße. Angelegt im Jahr 1825, ist er zugleich auch der älteste von ihnen. Er gehörte zur Dreifaltigkeitskirchengemeinde in der Mauerstraße.

## Beschreibung
Der heute fast 55.970 Quadratmeter umfassende Friedhof der Dreifaltigkeitsgemeinde ist der älteste und kulturhistorisch bedeutendste der vier evangelischen Friedhöfe, die sich zwischen Marheinekeplatz und Südstern entlang der Bergmannstraße in Berlin-Kreuzberg erstrecken. Charakteristisch für den Dreifaltigkeitskirchhof ist die große Anzahl teils monumentaler alter Erbbegräbnisse und Mausoleen aus dem 19. Jahrhundert sowie alter, mit gusseisernen und teils verrosteten Gittern umzäunten Grabstätten. Auffallend ist auch die für Berliner Verhältnisse eher ungewöhnliche Hanglage, dadurch bedingt, dass alle Friedhöfe an der Bergmannstraße auf einem ehemaligen Weinberg angelegt worden waren. Die an Vorbildern der Renaissance und des Barock orientierte idealtypische Gestaltung des Friedhofs mit einem kreuzförmigen Wegesystem soll auf die Funktion des Friedhofes als Kirche hindeuten. Die Wege sind zumeist mit Linden bepflanzt, Der Friedhof ist ein Berliner Kulturdenkmal.
Auf einem kleineren Teil des großen Friedhofareals befindet sich ein Kriegsgräberfeld. Im Zentrum wurde ein Sammelgrab angelegt, darum herum einige Einzelgräber. Insgesamt ruhen hier 399 Kriegstote, die größte Opferzahl sind Zivilpersonen, die entweder in den Bombennächten oder zum Kriegsende hin starben. Einige Soldaten und 22 Unbekannte mit dem Todesjahr 1945 sind bestattet. Aus der Zeit des Ersten Weltkriegs fanden auch 30 Soldaten ihre letzte Ruhe.

## Geschichte
Zwischen 1823 und 1825  wurde das Grundstück  in der Nähe des Tempelhofer Berges durch die Gemeinde erworben. Die Einweihung erfolgte am Himmelfahrtstag des Jahres 1825. Schon 1826 wurde das Erbbegräbnis von der Familie Osten-Sacken am südlichen Ende der Hauptachse errichtet.  Die Anlage des Mausoleums der Bankiersfamilie Oppenfeld am östlichen Parallelweg im ägyptisierenden Stil erfolgte 1828. Die Kirche (Max Spitta) wurde 1894 erweitert. 2009 konnte eine Restaurierung der historisch bedeutsamen Grabstätte von Friedrich Schleiermacher abgeschlossen werden, 2013 die der Grabmale von Amalie Wolff und Adolph von Menzel sowie 2014 schließlich die Sanierung der Grabanlage Gropius.

## Bekannte Grabstätten

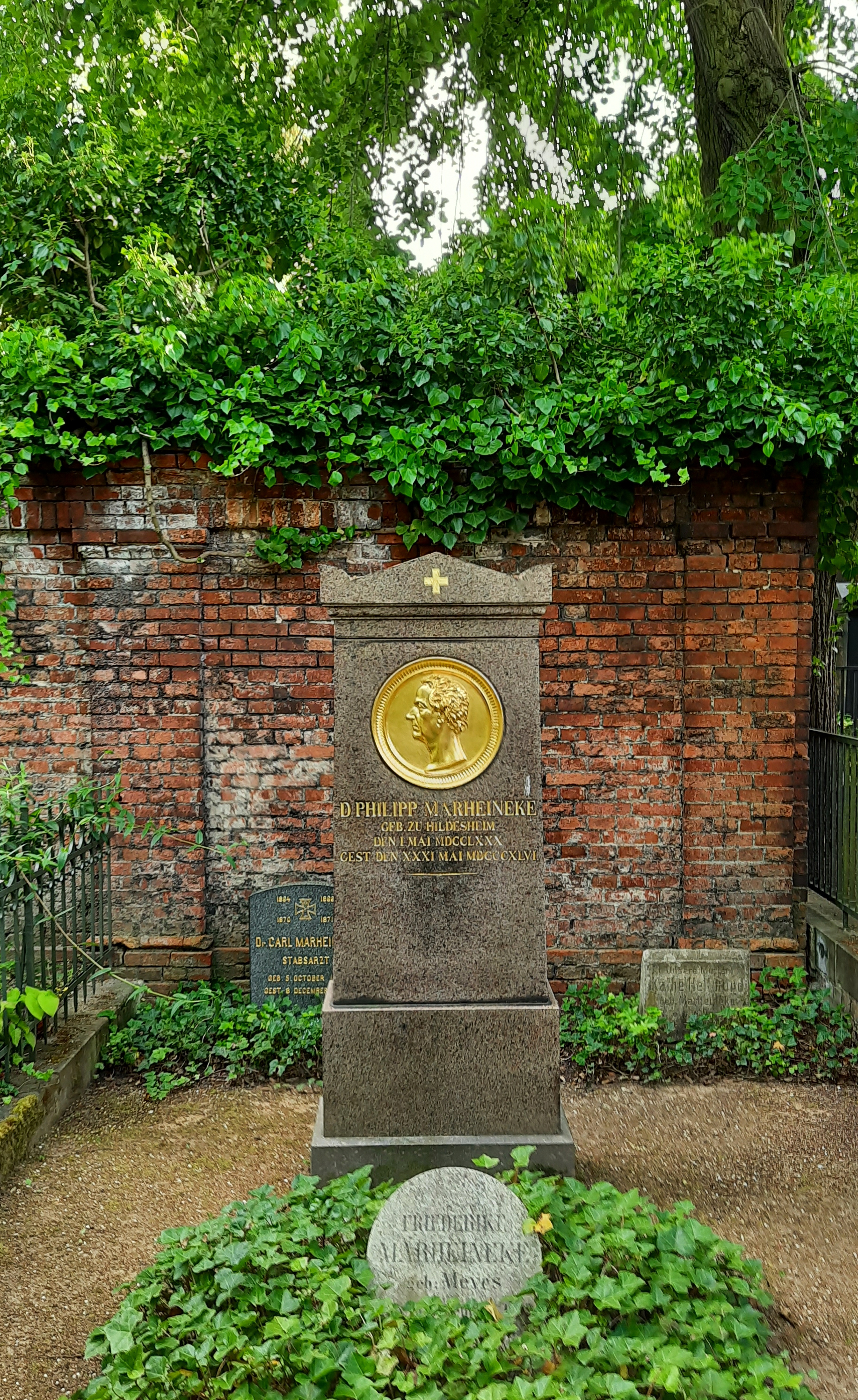
Grab Philipp Konrad Marheineke

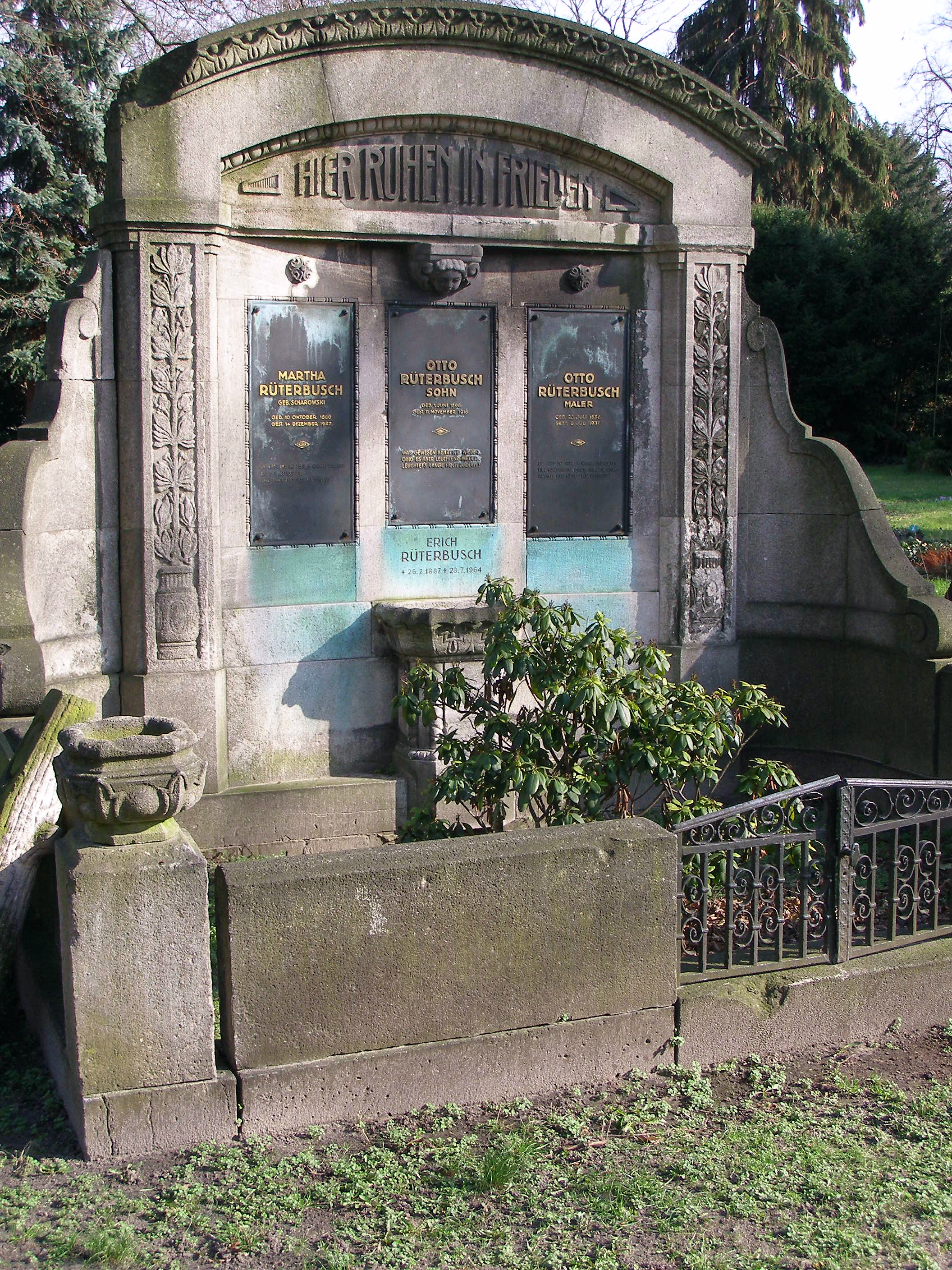
Grab Rüterbusch

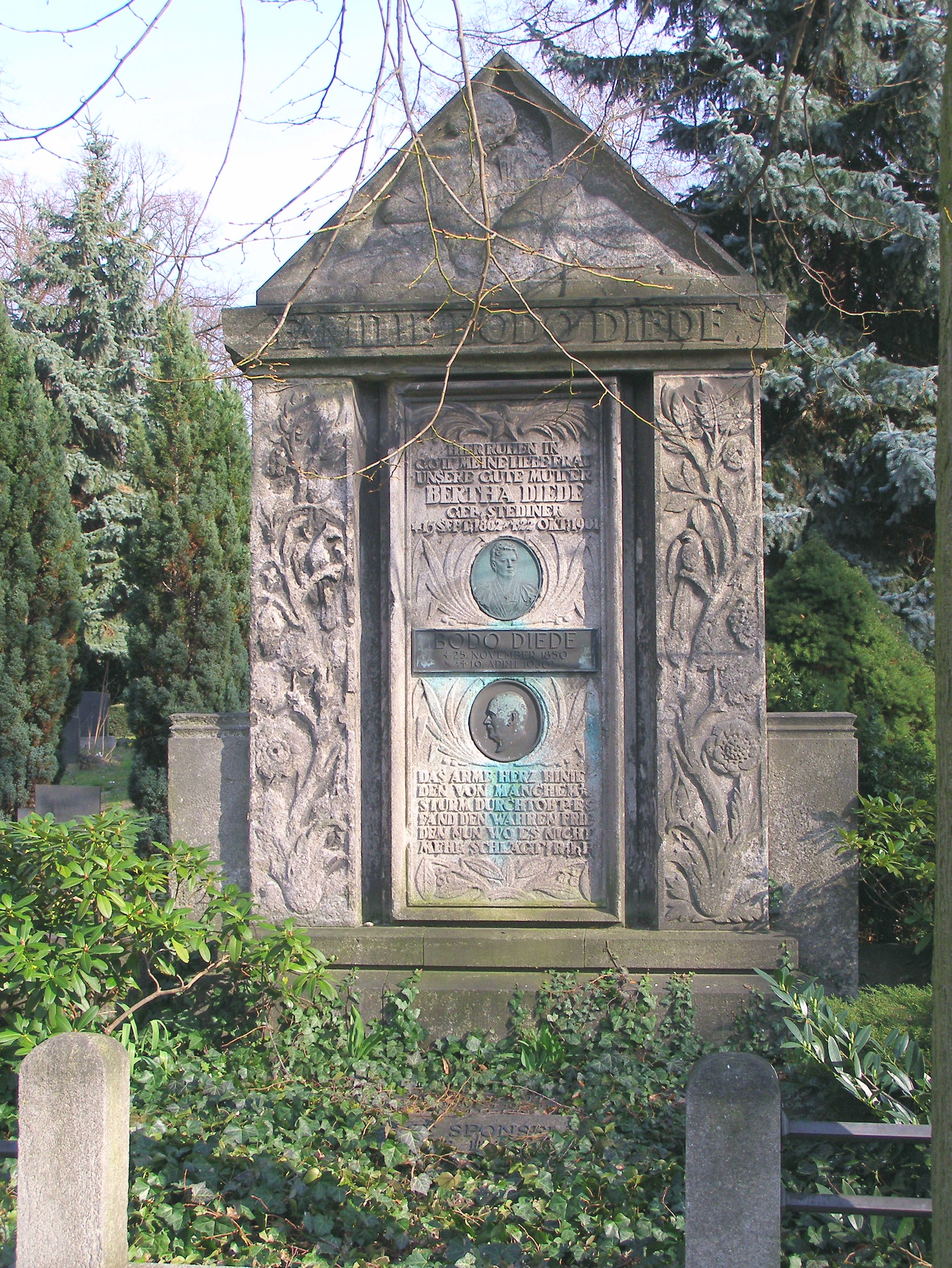
Grab Dilde

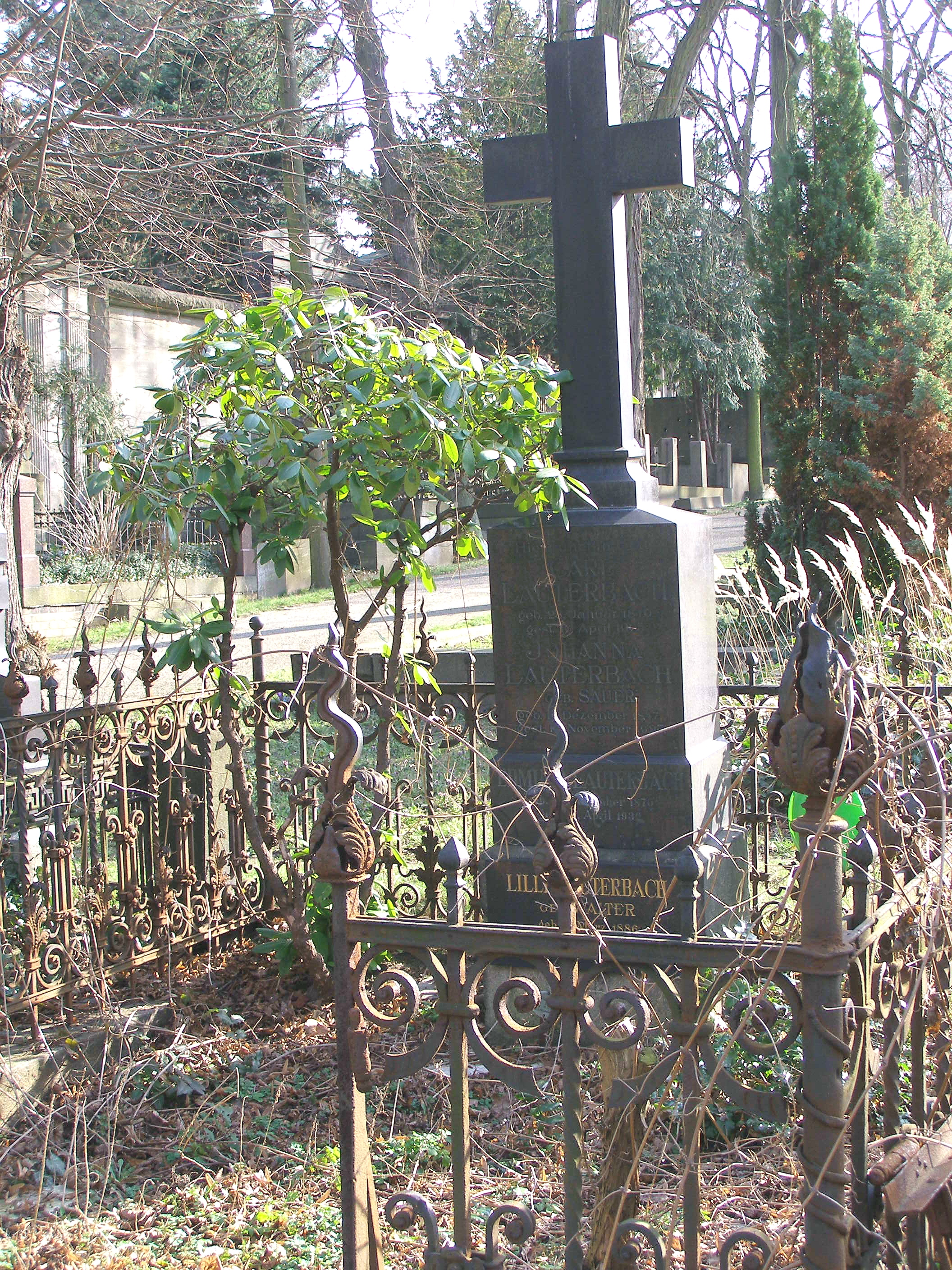
Grab Lauterbach

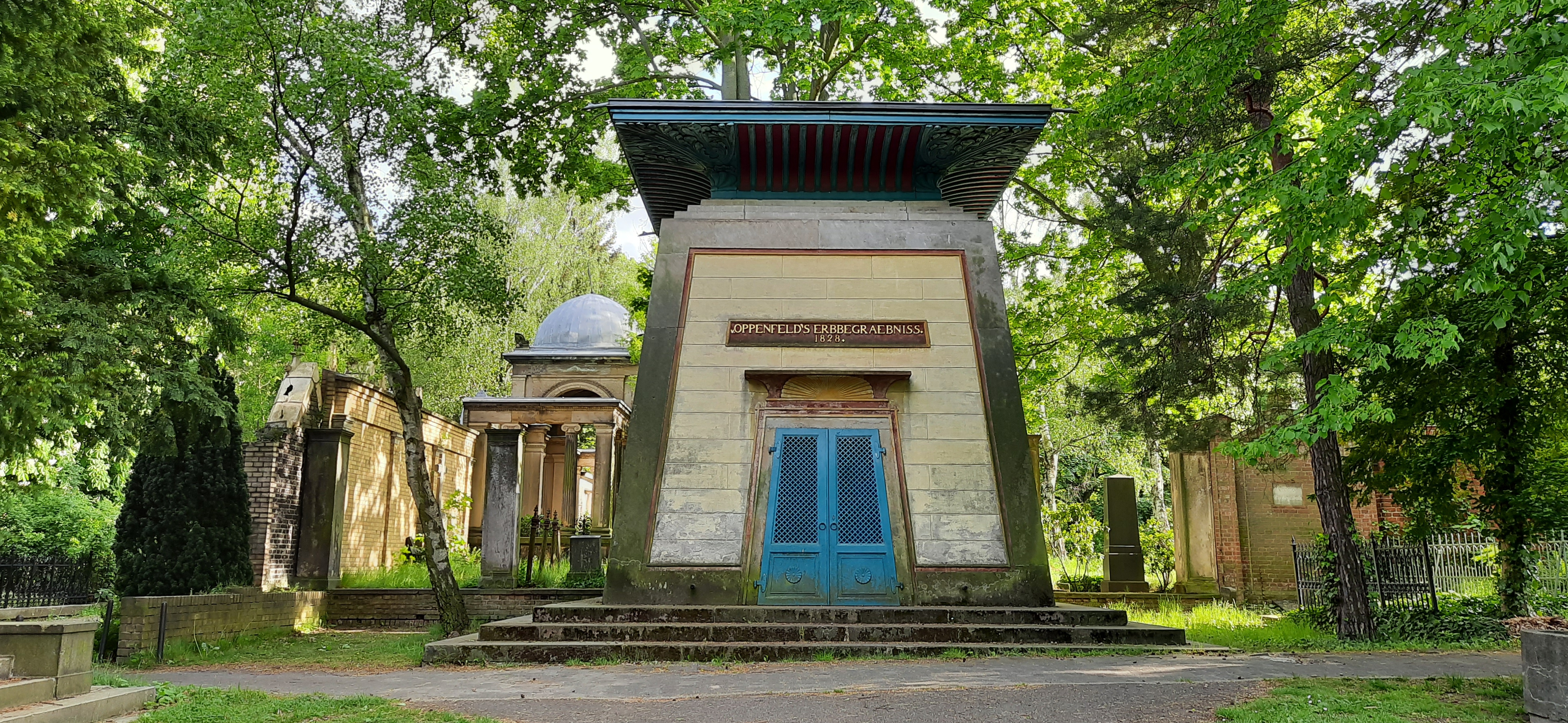
Oppenfelds Erbbegräbnis (1828)

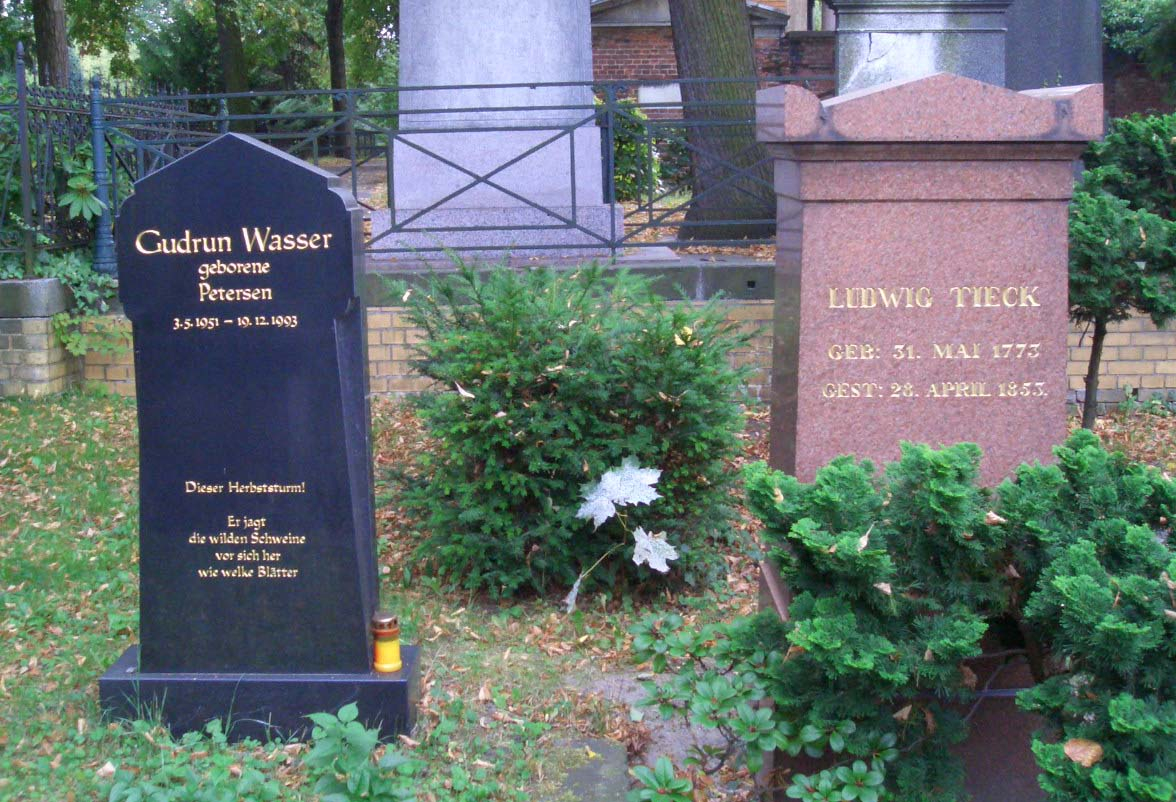
Die Kiezpoetin Gudrun Wasser ruht neben Ludwig Tieck.

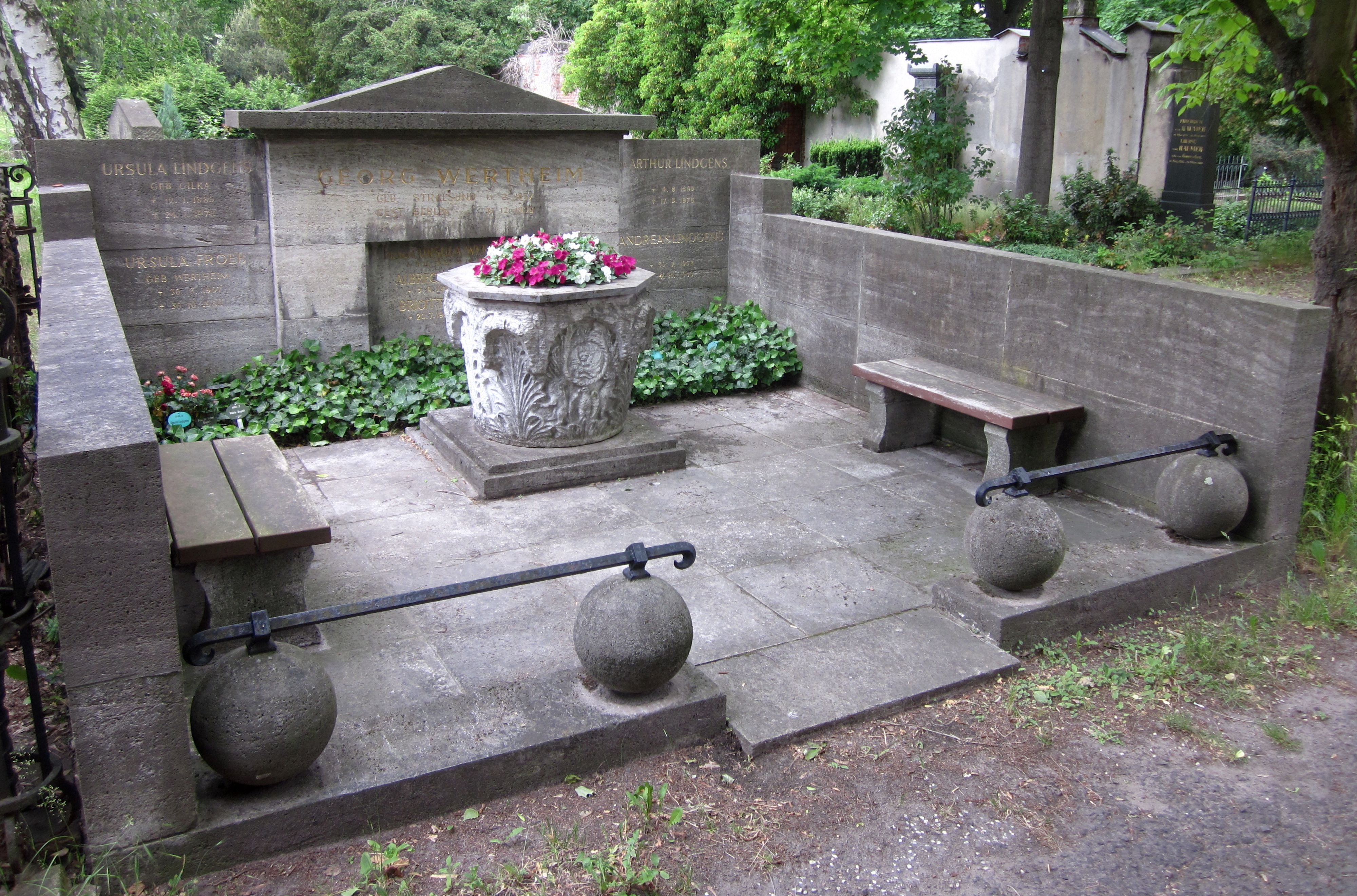
Familienbegräbnis Wertheim

### Erhaltene Grabstätten
- Curt Agthe (1862–1943), Genremaler
- Woldemar Bargiel (1828–1897), Komponist und Musikpädagoge
- Friedrich Eduard Beneke (1798–1854), Philosoph und Psychologe
- Karl Bötticher (1806–1889), Architekt, Kunsthistoriker und Archäologe
- Franz Bopp (1791–1867), Sprachforscher, Ehrengrab des Landes Berlin
- Richard Borrmann (1852–1931), Bauforscher und -historiker
- Fredy Budzinski (1879–1970), Radsportler und Radsport-Journalist, Ehrengrab des Landes Berlin
- Ferdinand Friedrich Wilhelm Ernst (Fritz) Butzke 1848–1936, Unternehmer, Erfinder, Stadtverordneter und Kommerzienrat
- Jesse Fairfield Carpenter (1853–1901), Erfinder einer Eisenbahn-Druckluftbremse; sein Unternehmen ging in Knorr-Bremse auf
- Johann Albrecht Friedrich von Eichhorn (1779–1856), Politiker und preußischer Kultusminister
- Julius Einödshofer (1863–1930), Komponist und Theaterkapellmeister
- Amalie Friedländer (1800–1838), Cousine und Muse von Heinrich Heine
- Karl Gilka (1812–1873), Likörfabrikant und Stadtverordneter
- Martin Gropius (1824–1880), Architekt, Ehrengrab des Landes Berlin
- Johann Georg Halske (1814–1890), Unternehmer und Stadtrat
- Wilhelm Hauchecorne (1828–1900), Geologe und Direktor der Königlichen Geologischen Landesanstalt
- Robert Held (1862–1924), Unternehmer
- Karl Wilhelm Ludwig Heyse (1797–1855), Philologe, Vater von Paul Heyse
- Cuno Horkenbach (1883–1968), Verleger, Widerstandskämpfer, Fluchthelfer für NS-Verfolgte
- Johann Christian Jüngken (1793–1875), Augenarzt
- Charlotte von Kalb (1761–1843), Schriftstellerin, Ehrengrab des Landes Berlin
- Georg Klingenberg (1870–1925), Ingenieur, Vorstandsvorsitzender der AEG
- Heinrich Kolbe (1809–1867), Direktor der KPM
- August Kopisch (1799–1853), Maler und Schriftsteller, Ehrengrab des Landes Berlin
- Friedrich Wilhelm von Krause[4]
- Walter Kyllmann (1837–1913), Architekt, Mitglied der Berliner Stadtverordnetenversammlung
- Karl Lachmann (1793–1851), Philologe und Theologe, Ehrengrab des Landes Berlin
- Friedrich August Leo (1820–1898), Anglist, Shakespeare-Forscher und Schriftsteller, Mitglied der Berliner Stadtverordnetenversammlung
- Karl von Lukas (1860–1932), General der Infanterie
- Philipp Konrad Marheineke (1780–1846), Theologe, Rektor der Berliner Universität, Ehrengrab des Landes Berlin
- Gert Mattenklott (1942–2009), Literaturwissenschaftler und Essayist
- Conrad Matthies (1807–1856), Theologe, Mitglied der Frankfurter Nationalversammlung
- Adolph Menzel (1815–1905), Maler, Ehrengrab des Landes Berlin
- Eberhard von Minckwitz (1910–1995), Jurist, Mitglied des Berliner Abgeordnetenhauses
- Karl Mommsen (1861–1922), Bankdirektor und Mitglied des Reichstags
- Theodor Mommsen (1817–1903), Historiker, Ehrengrab des Landes Berlin
- Johann Gottfried Niedlich (1766–1837), Maler, Professor an der Akademie der Künste
- Carl Daniel Oppenheim alias von Oppenfeld (1800–1871), Bankier
- Moses Oppenheim alias Georg Moritz von Oppenfeld (1794–1861), Kaufmann und Bankier
- Albert Orth (1835–1915), Agronom und Kartograf
- August Orth (1828–1901), Architekt
- Carl von der Osten-Sacken (1726–1794), preußischer Staats- und Kriegsminister
- Georg Heinrich Pertz (1795–1876), Historiker und Bibliothekar, Ehrengrab des Landes Berlin
- Karl Ferdinand Ranke (1802–1876), Philologe und Pädagoge
- Friedrich von Raumer (1781–1873), Historiker und Politiker, Mitglied der Berliner Stadtverordnetenversammlung, Ehrengrab des Landes Berlin
- Dietrich Reimer (1818–1899), Verleger
- Georg Andreas Reimer (1776–1842), Verleger, Ehrengrab des Landes Berlin
- Georg Ernst Reimer (1804–1885), Verleger, Mitglied der Berliner Stadtverordnetenversammlung
- Paul Ritter (1860–1932), Zahnarzt, Begründer der Schulzahnkliniken
- Friedrich Schleiermacher (1768–1834), Theologe, Ehrengrab des Landes Berlin
- Henriette Schleiermacher (1788–1840)
- Marie Seebach (1829–1897), Schauspielerin und Sängerin
- Wilhelmine Seebach (1832–1911), Schauspielerin und Sängerin
- Christoph Wilhelm Heinrich Sethe (1767–1855), Jurist
- Henrich Steffens (1773–1845), Naturforscher, Philosoph und Schriftsteller
- Karl vom Stein zum Altenstein (1770–1840), Politiker, preußischer Kultusminister
- Adolf Stoecker (1835–1909), antisemitischer Theologe und Politiker, Leiter der Berliner Stadtmission
- Hans-Christian Ströbele (1939–2022), Rechtsanwalt, Politiker (Grüne), Mitglied des Deutschen Bundestages
- Karl von Thielen (1832–1906), Politiker, preußischer Minister der öffentlichen Arbeiten
- Ludwig Tieck (1773–1853), Dichter, Ehrengrab des Landes Berlin
- Albert Traeger (1830–1912), Jurist, Politiker und Schriftsteller, Mitglied des Reichstags
- Georg Wertheim (1857–1939), Kaufmann, Mitbegründer des Wertheim-Konzerns
- Amalie Wolff-Malcolmi, Schauspielerin (1780–1851)

### Nicht erhaltene Grabstätten
- Ernst Assmann (1849–1926), Sanitätsrat und Archäologe
- Adolph Bargiel (1783–1841), Violinist, Klavier- und Gesangspädagoge, Stiefvater von Clara Schumann
- Mariane Bargiel (1797–1872), Pianistin und Sängerin, Mutter von Clara Schumann
- Ferdinand Konrad Bellermann (1814–1889), Maler
- Carl Blechen (1798–1840), Maler und Grafiker, Gedenktafel an Friedhofsmauer
- Theodor Bradsky (1833–1881), Komponist
- Karl Friedrich Friccius (1779–1856), Generalauditeur der preußischen Armee
- Moriz Haupt (1808–1874), Historiker und klassischer Philologe
- Friedrich Holtze (1855–1929), Jurist und Rechtshistoriker
- Karl Ludwig Kannegießer (1781–1861), Schriftsteller, Übersetzer, Romanist und Anglist
- August Keim (1845–1926), preußischer Generalleutnant
- Friedrich Kirchner (1848–1900), Philosoph, Dichter und Literaturkritiker
- Karl Wilhelm Kolbe (1781–1853), Maler
- Albert Lindner (1831–1888), Dramatiker
- Karl Gustav Mitscherlich (1805–1871), Pharmakologe und Hochschullehrer
- Johann Ernst Plamann (1771–1834), Pädagoge, Lehrer von Otto von Bismarck
- Georg Wilhelm von Raumer (1800–1856), Historiker, Direktor des Geheimen Staatsarchivs
- Arnold Rieck (1876–1924), Humorist, Schauspieler und Sänger
- Heinrich Rippler (1866–1934), Journalist, Mitglied des Reichstags
- Otto Ruppius (1819–1864), Schriftsteller
- Karl von Schönstedt (1833–1924), Jurist, preußischer Justizminister
- Franz Siechen (1845/1846–1913), Unternehmer und Gastronom
- Karl Wilhelm Ferdinand Unzelmann (1753–1832), Schauspieler
- Wilhelm Vatke (1806–1882), Theologe
- Iwan Prochanow (1869–1935), Begründer des Allrussischen Bundes der Evangeliumschristen

### Bekannte Bildhauer der Grabmale
- Reinhold Begas (Grab Adolph Menzel)
- Friedrich Drake (Grab Friedrich Wilhelm von Krause)
- Martin Gropius (eigenes Grab)
- Fritz Heinemann (Grab Wilhelm Hauchecorne)
- Friedrich Hitzig (Erbbegräbnis Friedrich Wilhelm von Krause, Architektur)
- Gerhard Janensch (Grab Heinrich Kayser)
- Fritz Klimsch (Grab Georg Klingenberg)
- Julius Moser (Überlebensgroßer Christus, Marmor, für das Erbbegräbnis Friedrich Wilhelm von Krause sowie Marmorbüste Johann Georg Halske für dessen Erbbegräbnis)
- Christian Daniel Rauch (Grab Friedrich Schleiermacher)
- Karl Friedrich Schinkel (Grab Carl von der Osten-Sacken)
- Rudolf Siemering (Grab Martin Gropius)
- Georg Wrba (unbelegtes Grab Arthur von Gwinner)